# 馬鰺
馬鰺（学名：Caranx hippos），为輻鰭魚綱鱸形目鱸亞目鰺科鰺屬下的一个种。

## 分類及命名
本種是科學上描述和命名的第一個物種，也是Caranx屬的種類。1766年瑞典分類學家卡爾·林奈（Carl Linnaeus）根據美國卡羅來納海岸拍攝的模式種對其進行了描述和命名。他將這種物種命名為Scomber hippos，將其置於Scomber屬中，這種做法在1801年之前很常見，當時鰺科尚未被認為與鯖魚分開。特定的加詞在拉丁語中的意思是「馬」，Scomber hippos在英語中的字面意思是「馬鮫魚」，它已成為鰺科的常用名稱。隨著魚類分類學的進展，該物種被轉移到Caranx和Carangus屬。Bernard GermaindeLacépède是第一個將本種與鯖魚分開的學者，將其放置在Caranx屬中，重新描述為Caranx carangua。除了Lacepede的重命名之外，該物種已被獨立重新描述了六次，所有這些名稱，包括Lacepede所命名的，在ICZN規則下被歸類為無效的初級同義詞。 

## 分布
本魚分布於大西洋區，東大西洋從葡萄牙至安哥拉，包括西地中海；西大西洋從加拿大新斯科細亞省至烏拉圭，包括加勒比海海域，深度1-350公尺。

## 特徵
本魚體呈橢圓形而側扁，背側輪廓比腹側輪廓更凸，特別是在前面。眼睛被發育良好的脂肪眼瞼覆蓋。背鰭2個，背鰭硬棘9枚、背鰭軟條19-22枚、臀鰭硬棘3枚、臀鰭軟條15-18枚，尾鰭叉形，胸鰭呈鐮刀狀，側線具有明顯且適度長的前弓，其中彎曲部分與第二背鰭下方中間的直線部分相交，上頜包含一系列強壯的外部犬齒，內部帶有較小的牙齒，而下頜包含一排牙齒。體背部呈銅綠色到藍色或藍黑色，腹部為銀白色或金色，胸鰭上有一個暗點，在鰓蓋的上緣有一個類似暗色到昏暗的斑點。青少年身體兩側有五條深色垂直條紋，這些條紋在成年期褪色。第一個背鰭，胸鰭和腹鰭範圍從白色到昏暗，臀鰭為亮黃色，成魚尾柄下側通常呈黃色，尾鰭是暗黃色，具有黑色後緣，體長可達124公分，可種可達32公斤。

## 生態

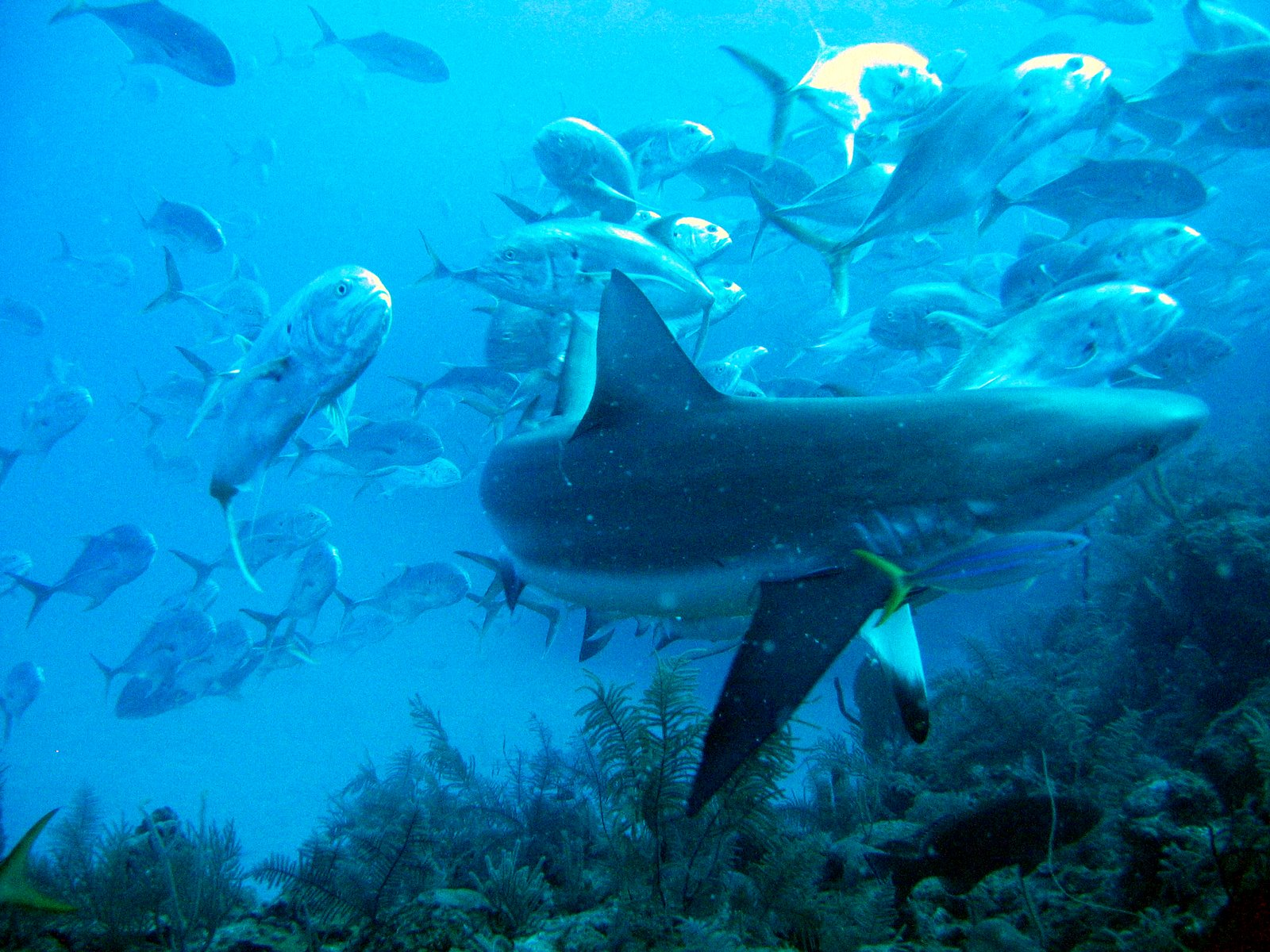
一群馬鰺跟隨在加勒比海礁鯊後頭

本魚主要棲息在大陸棚，稚魚則出現在沙底質、海草生長的河口、潟湖，能容忍鹽度的變化，屬肉食性，以甲殼類、其他魚類為食。雄魚和雌魚性成熟的程度不同，雄魚約在55公分、4到5歲時達到成熟，雌魚則在66公分、5到6歲時達到成熟。儘管活動有很多高峰，但大多數地區都認為繁殖會全年發生。在佛羅里達州南部，這個時期是3月至9月，在古巴是4月和5月，而在牙買加尚未發現確定的峰值，在迦納在10月至1月期間活動達到高峰。

## 經濟利用
本魚為重要的商業性漁業物種，其中大部分來自東大西洋。在美洲，自1950年以來，報告的年捕撈量在150至1300噸之間，自2000年以來捕撈量在190至380噸之間。採用多種捕撈方式，包括運輸圍網，刺網，圍網，拖網，手繩和拖釣線，在市場上以生鮮、冷凍、鹽醃和燻製的方式販賣。